# Unibet Tietema Rockets
El Unibet Tietema Rockets (código UCI: RKT) es un equipo ciclista francés de categoría UCI ProTeam desde 2024.

## Historia
El equipo inició en el año 2023 en los Países Bajos con estatus Continental que se centra en las carreras de ciclismo en carretera. Su manager Bas Tietema creó el equipo en el 2023. En el año 2024 asciende a la segunda división UCI ProTeam. Está previsto que el equipo ascienda al estado UCI WorldTeam en 2026.
El equipo está dirigido por Bas Tietema, un exciclista profesional holandés que se hizo famoso por su canal de YouTube, 'Tour de Tietema'. El manager quiere crear un equipo ciclista que sea transparente y accesible para los fans. El equipo publica todo su contenido en línea en sus redes sociales, desde las carreras hasta la vida cotidiana de los ciclistas en su día a día.
El equipo tiene su sede en la ciudad de Ámsterdam, Países Bajos. El patrocinador principal del equipo es Unibet, una empresa de apuestas deportivas. El equipo también tiene el apoyo de otras empresas, como Canyon, Sportful y Wahoo.

## Material ciclista
El equipo utiliza bicicletas Canyon, componentes Shimano, ropa deportiva Sportful, y accesorios Wahoo.

## Clasificaciones UCI
Las clasificaciones del equipo y de su ciclista más destacado son las siguientes:

### UCI America Tour
| Temporada | Clasificación por equipos | Mejor corredor | Posición |
| 2023      |                           |                |          |
| 2024      |                           |                |          |

## Palmarés
Para años anteriores véase: Palmarés del Unibet Tietema Rockets.

### Palmarés 2025

#### UCI ProSeries
| Fechas | Carreras | Ganador |

#### Circuitos Continentales UCI
| Fechas      | Circuito             | Carreras                         | Ganador       |
| 23 de marzo | UCI Europe Tour 2025 | Gran Premio Cholet-Pays de Loire | Lukáš Kubiš   |
| 2 de abril  | UCI Europe Tour 2025 | París-Camembert                  | Lander Loockx |
| 5 de abril  | UCI Europe Tour 2025 | 4.ª etapa del Tour de Grecia     | Adrien Maire  |

#### Campeonatos nacionales
| Fechas      | Carreras                         | Ganador     |
| 29 de junio | Campeonato de Eslovaquia en Ruta | Lukáš Kubiš |

## Plantillas
Para años anteriores, véase Plantillas del Unibet Tietema Rockets

### Plantilla 2025
| Nombre                      | Nacimiento | Nacionalidad    | Equipo 2024                                 |
| Joren Bloem                 | 21/12/1999 | Países Bajos    | TDT-Unibet Cycling Team                     |
| Davide Bomboi               | 27/03/2000 | Bélgica         | TDT-Unibet Cycling Team                     |
| Martijn Budding             | 31/08/1995 | Países Bajos    | TDT-Unibet Cycling Team                     |
| Giovanni Carboni            | 31/08/1995 | Italia          | JCL Team Ukyo                               |
| Cedrik Bakke Christophersen | 11/12/2001 | Noruega         | TDT-Unibet Cycling Team                     |
| Hartthijs de Vries          | 11/07/1996 | Países Bajos    | TDT-Unibet Cycling Team                     |
| Odd Christian Eiking        | 28/12/1994 | Noruega         | Uno-X Mobility                              |
| Owen Geleijn                | 14/01/2001 | Países Bajos    | TDT-Unibet Cycling Team                     |
| Axel Huens                  | 05/09/2001 | Francia         | TDT-Unibet Cycling Team                     |
| Baptiste Huyet              | 06/07/2000 | Francia         | TDT-Unibet Cycling Team                     |
| Kevin Inkelaar              | 08/07/1997 | Países Bajos    | TDT-Unibet Cycling Team                     |
| Jelle Johannink             | 22/10/1996 | Países Bajos    | TDT-Unibet Cycling Team                     |
| Tomáš Kopecký               | 08/04/2000 | República Checa | TDT-Unibet Cycling Team                     |
| Lukáš Kubiš                 | 31/01/2000 | Eslovaquia      | Elkov-Kasper                                |
| Zeb Kyffin                  | 23/02/1998 | Reino Unido     | TDT-Unibet Cycling Team                     |
| Lander Loockx               | 25/04/1997 | Bélgica         | TDT-Unibet Cycling Team                     |
| Adrien Maire                | 17/11/2000 | Francia         | TDT-Unibet Cycling Team                     |
| Sergio Meris                | 10/03/2001 | Italia          | Team MBH Bank Colpack Ballan                |
| Wessel Mouris               | 30/12/2002 | Países Bajos    | Metec-Solarwatt p/b Mantel                  |
| Sebastian Nielsen           | 27/08/2000 | Dinamarca       | TDT-Unibet Cycling Team                     |
| Charles Paige               | 07/07/2001 | Reino Unido     | TDT-Unibet Cycling Team                     |
| Abram Stockman              | 31/07/1996 | Bélgica         | TDT-Unibet Cycling Team                     |
| Andreas Stokbro             | 08/04/1997 | Dinamarca       | TDT-Unibet Cycling Team                     |
| Adam Ťoupalík               | 09/05/1996 | República Checa | TDT-Unibet Cycling Team                     |
| Killian Verschuren          | 20/10/2002 | Francia         | Decathlon AG2R La Mondiale Development Team |

Stagiaires

Desde el 1 de agosto, los siguientes corredores pasaron a formar parte del equipo como stagiaires (aprendices a prueba).
| Corredor               | Nacimiento | Nacionalidad | Equipo 2025                        |
| ---------------------- | ---------- | ------------ | ---------------------------------- |
| Eivind Broholt Fougner | 02/03/2003 | Noruega      | Team Coop-Repsol                   |
| Colin Savioz           | 11/06/2004 | Francia      | Charvieu Chavagneux Isère Cyclisme |